# 維森蒂內阿爾卑斯山脈

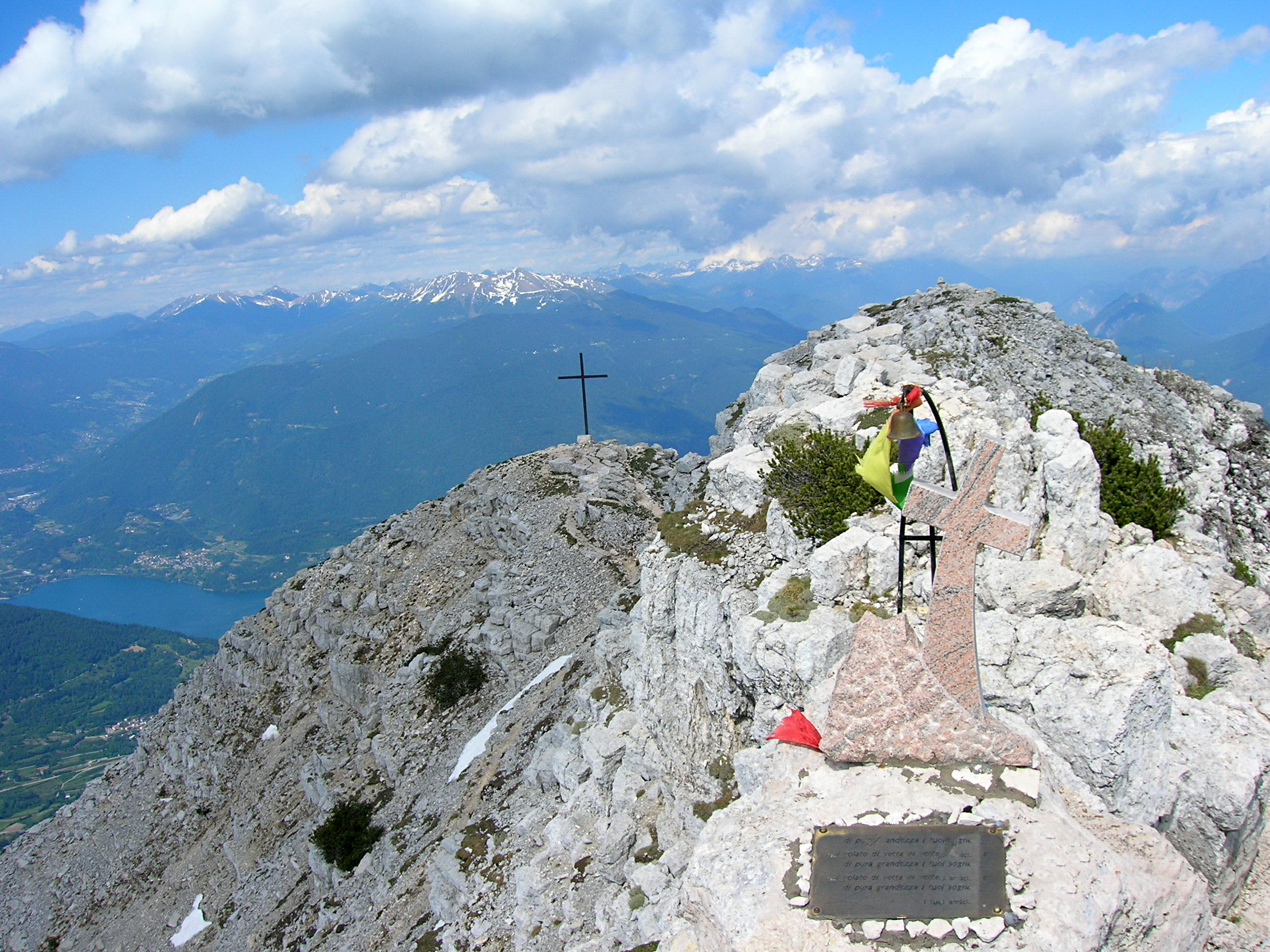

維森蒂內阿爾卑斯山脈是意大利的山脈，屬於東阿爾卑斯山脈的一部分，橫跨特倫托自治省和威尼托，最高點海拔高度2,336米。